# 杨弃
杨弃（1918年—1975年4月23日），陕西汉阴人，中国人民解放军将领。
1937年，参加抗日战争，进入八路军115师344旅689团9连。后担任六师十六团政治处主任、政治委员，参加四平战役、渡江战役、衡宝战役等。朝鲜战争时，率部出战并负重伤。回国后，担任中国人民解放军第39军政治部主任、旅大警备区政治部副主任。1967年，担任辽宁省军区政委，后兼任中共辽宁省委常委、省革命委员会副主任。1964年2月，授少将军衔，1975年病逝于沈阳。